# Nikodemuskirche (Hannover)

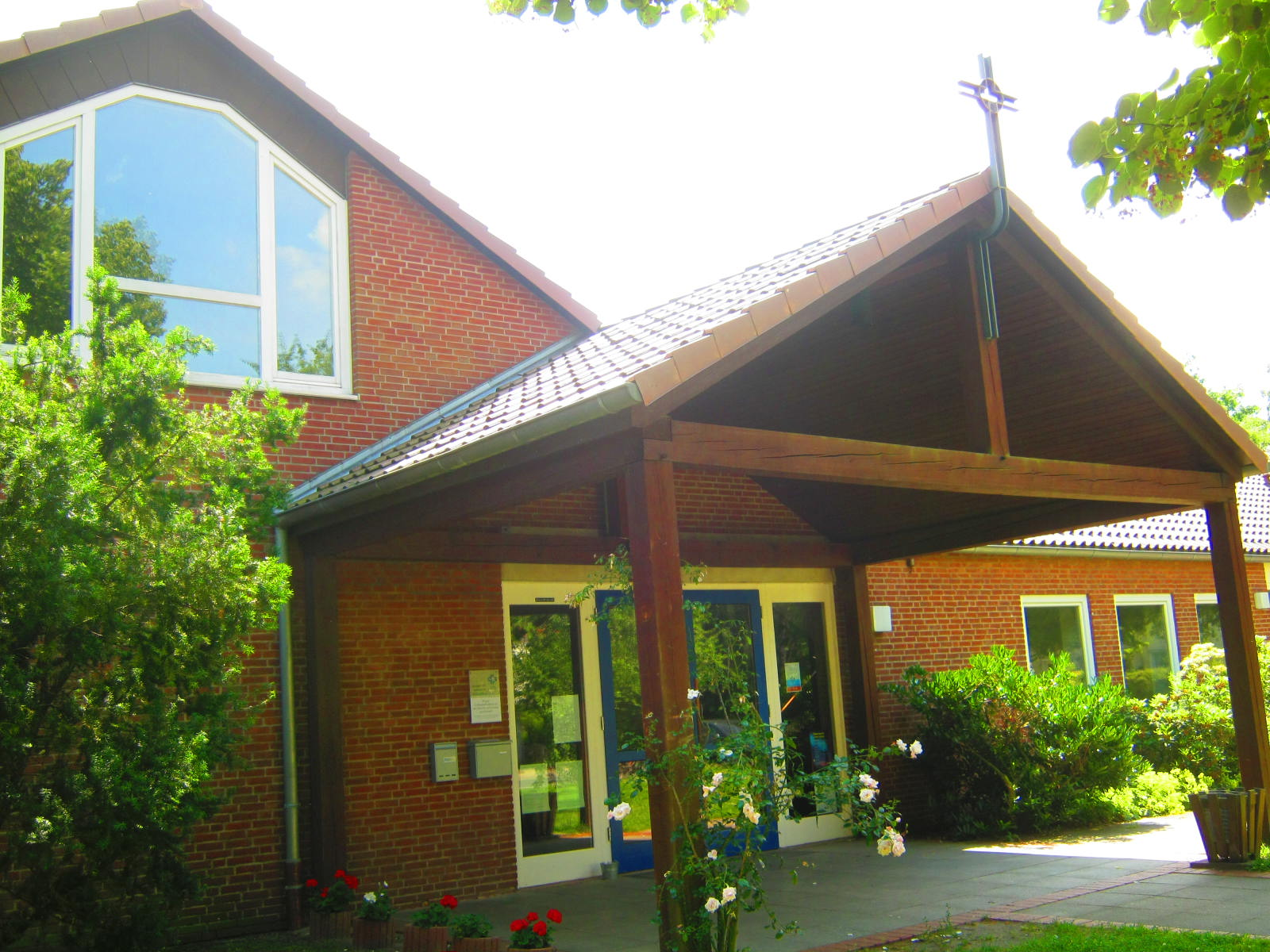
Eingang zur Nikodemuskirche

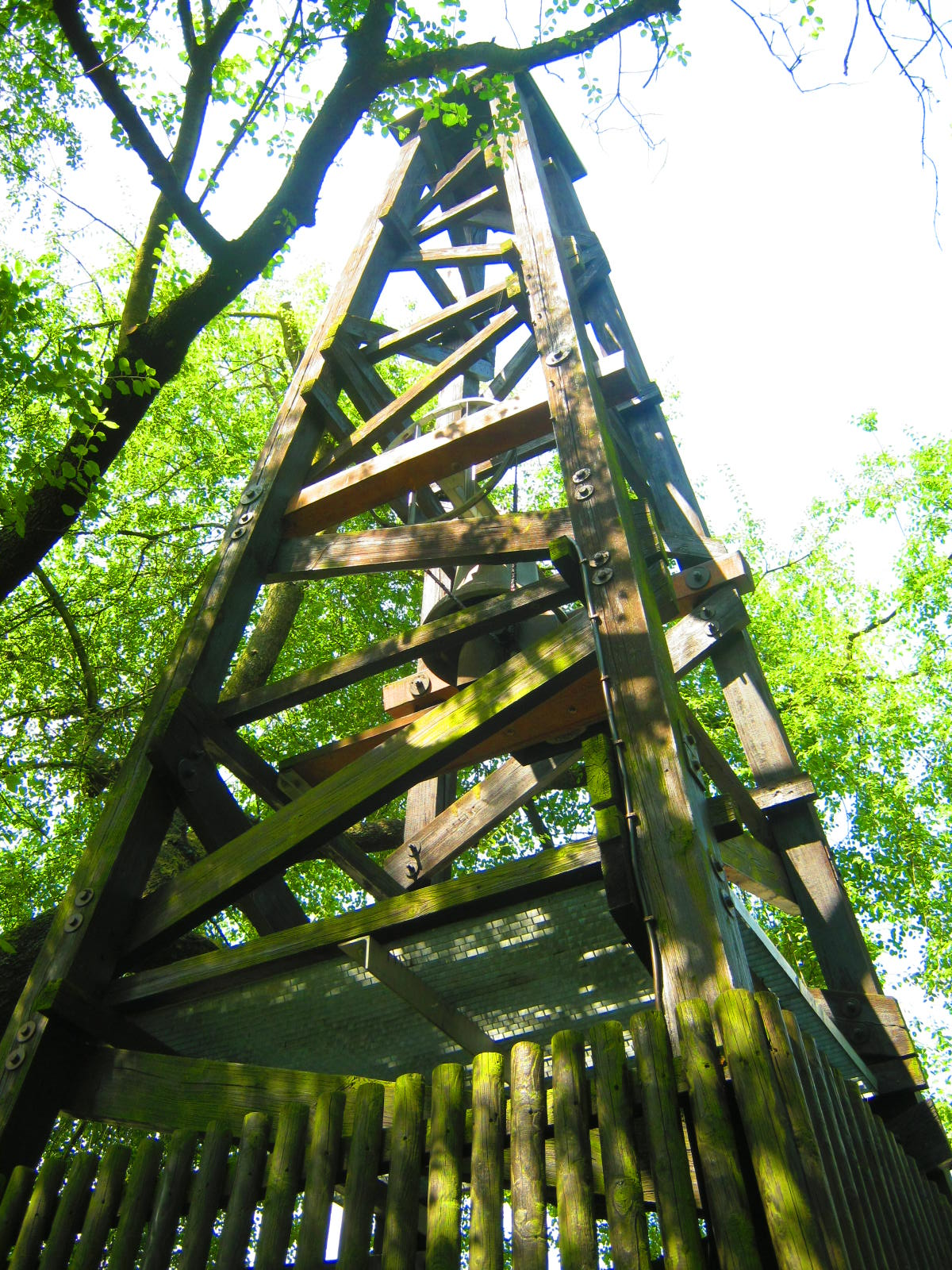
Glockenturm

Die evangelisch-lutherische Nikodemuskirche ist ein Kirchenbau im hannoverschen Stadtteil Heideviertel. Sie gehört mit der Petrikirche in Kleefeld zur Petri-und-Nikodemus-Kirchengemeinde.

## Geschichte
Die Nikodemuskirche liegt in Hannovers Heideviertel und ist ein schlichter funktionaler Sakralbau, der in den Jahren 1962/63 errichtet wurde. Ursprünglich war der Bau als Gemeindesaal konzipiert. Eine separate Kirche war geplant, wurde dann aber nicht gebaut. Ursprünglich gehörte das Gebiet der Gemeinde zur Aegidienkirche, seit 1747 zur Gartenkirche, seit 1873 zur Petrikirche Kleefeld. 1962 folgte mit der Nikodemuskirche ein eigener Kirchenbau und die Selbstständigkeit als Kirchengemeinde. 2011 fusionierte die Nikodemusgemeinde dann wieder mit der Petrigemeinde.
Mit der Lutherkirchgemeinde in Radebeul besteht eine Partnerschaft seit DDR-Zeiten.
Auf dem Platz vor der Kirche steht eine Plastik des Künstlers Hilko Schomerus, die auf ihren vier Seiten Bibeltexte aus Joh. 3 abbildet. Neben der Plastik stehen Tafeln mit Erläuterungen.

## Orgel
Die Orgel wurde 1979 von der Orgelbaufirma Hillebrand (Isernhagen) erbaut. Das rein mechanische Instrument hat sechs Register, fünf im Manualwerk (Gedackt 8′, Prinzipal 4′, Rohrflöte 4′, Gemshorn 2′, Mixtur III) und eines im Pedal (Subbass 16′).

## Galerie

Die Nikodemuskirche und ihre Umgebung
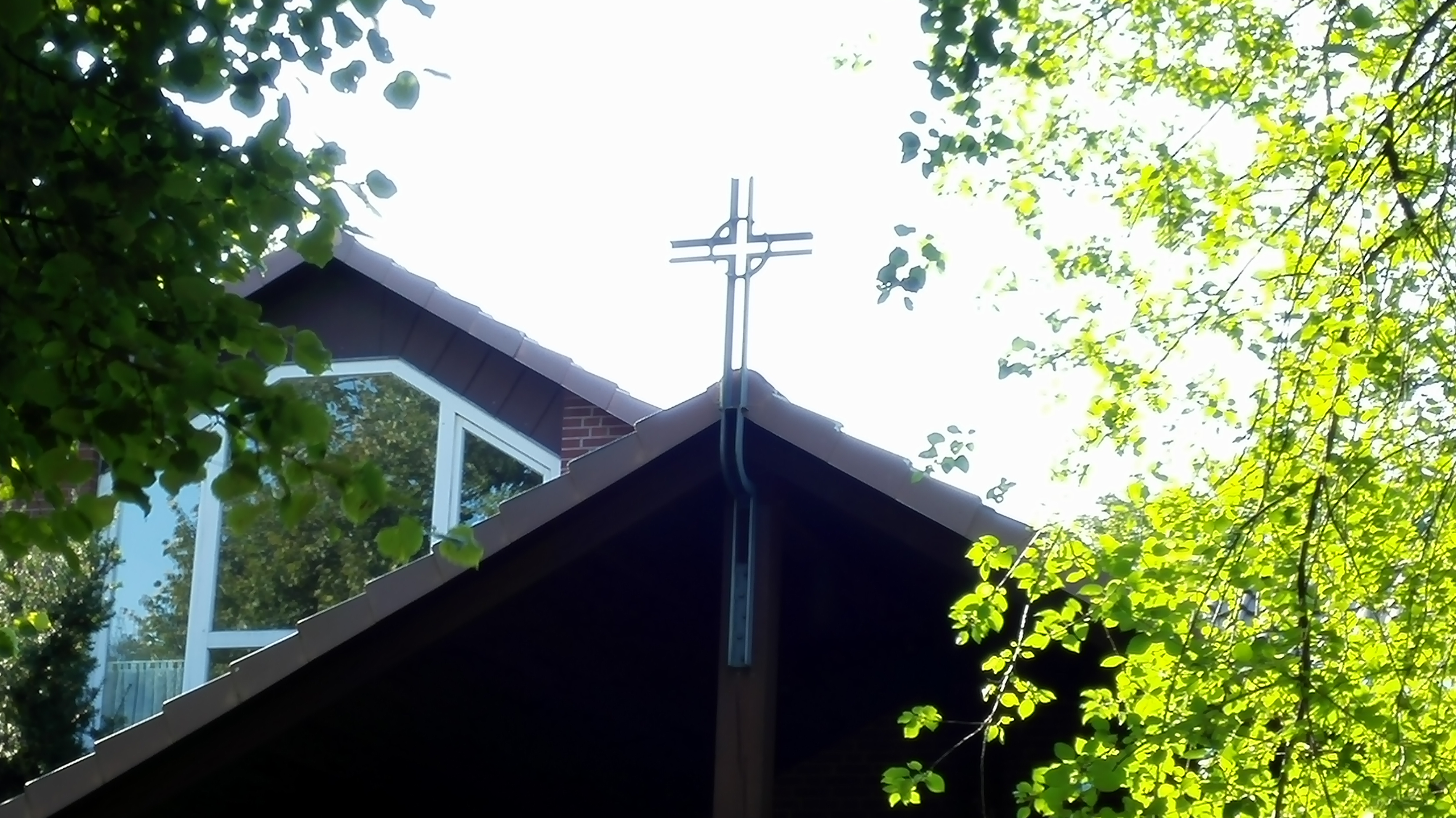
Kreuz über dem Eingang
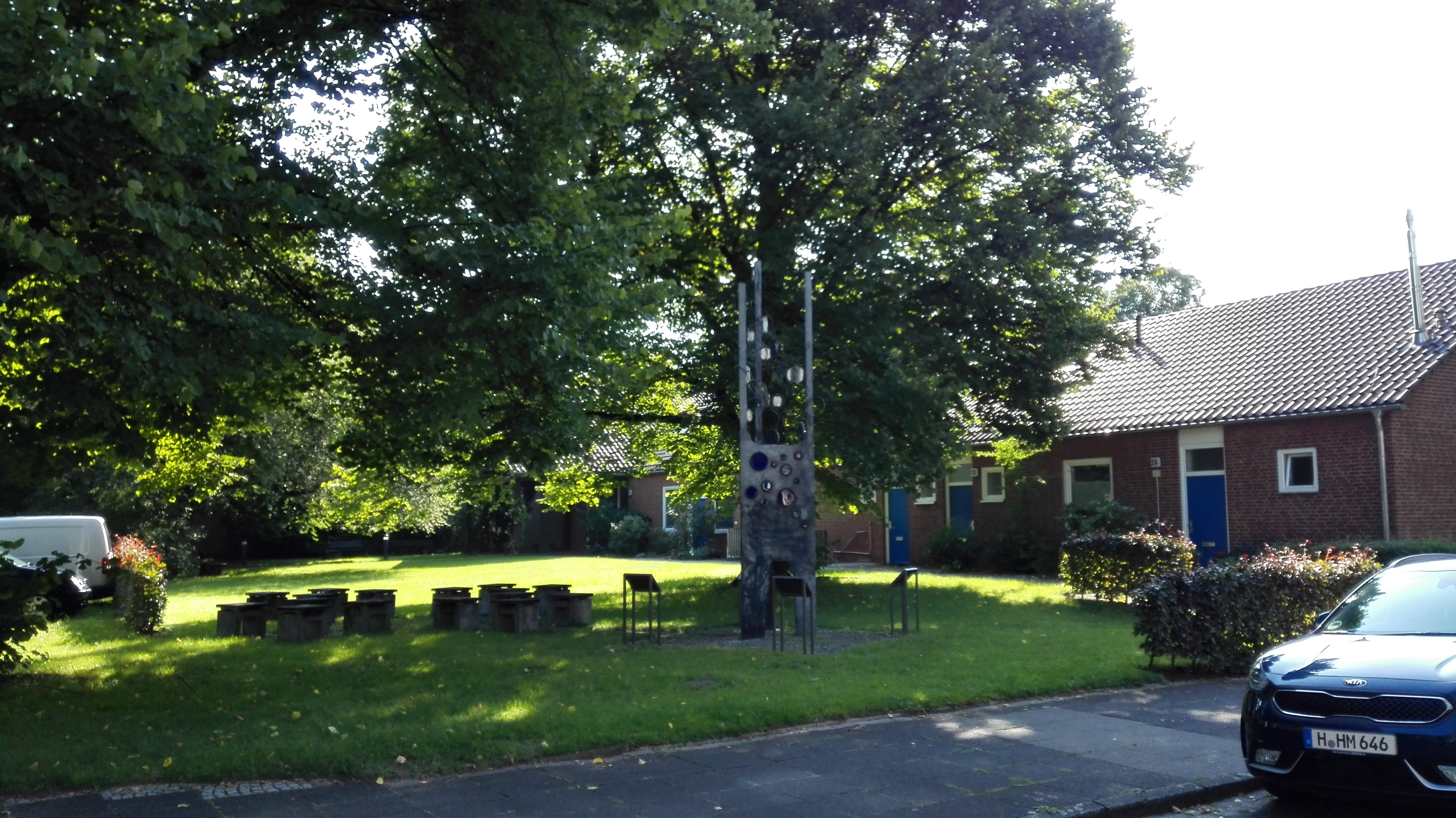
Eine Plastik auf dem Platz vor der Kirche
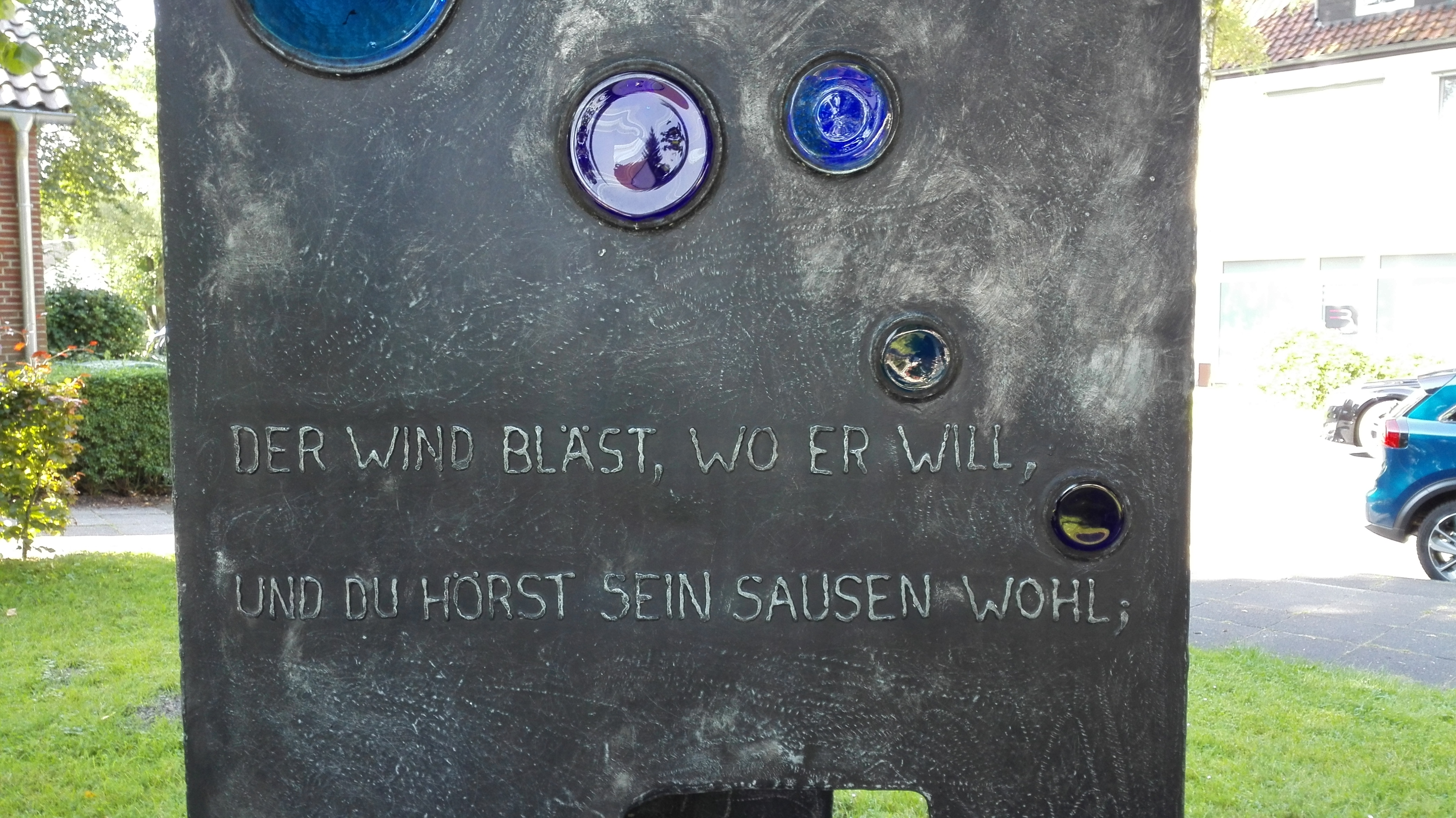
”Der Wind bläst, wo er will …”
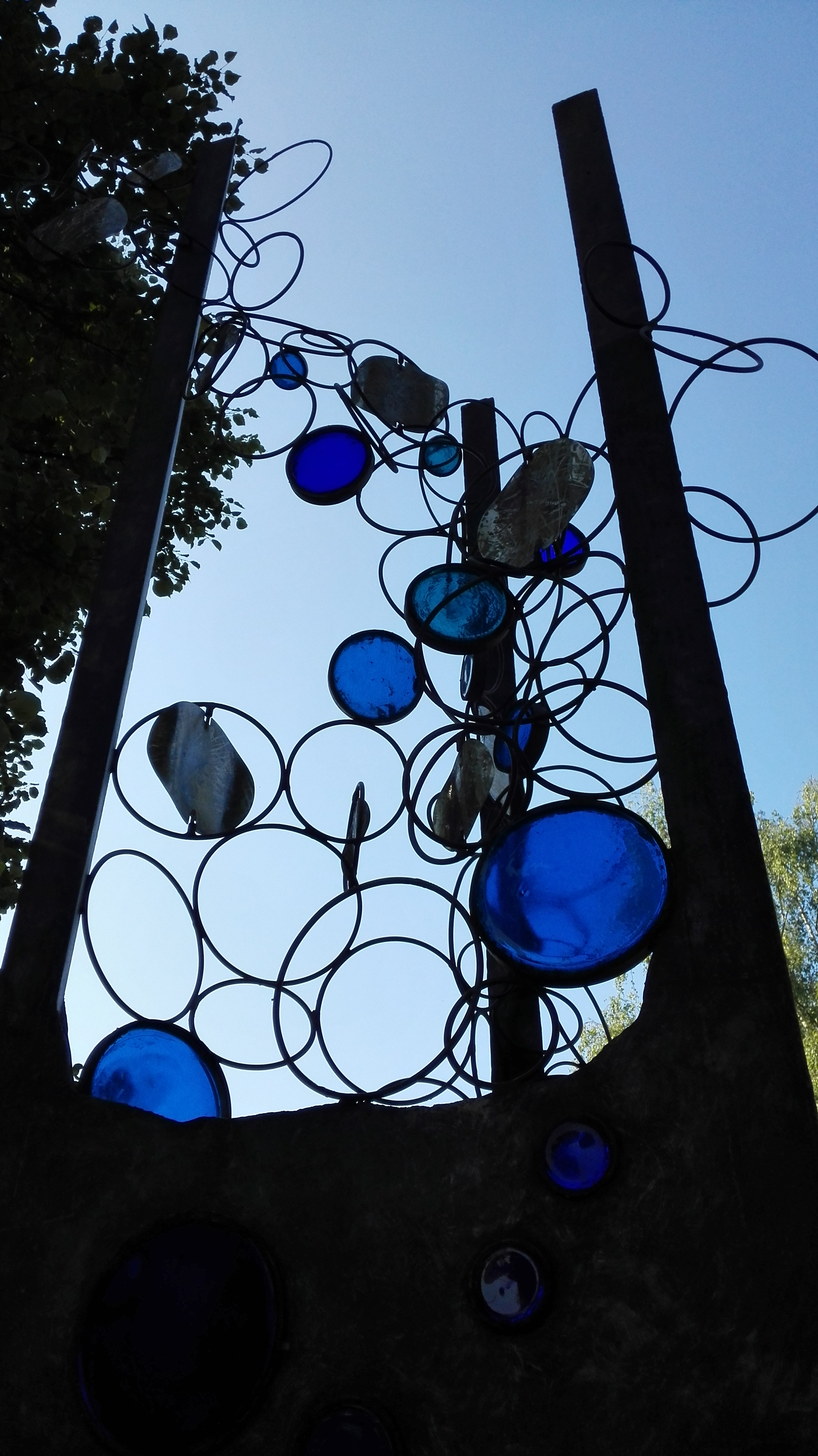
Detail der Plastik